# 조예찬
조예찬(1992년 10월 30일~)는 대한민국의 은퇴한 축구 선수이며 포지션은 미드필더였다.

## 축구인 생활

### 선수 생활
용인대학교에 진학하며 용인대의 2015시즌 U리그 우승에 기여한뒤, 2016년 대전에 자유선발로 입단하였다.
4월 24일 부산 아이파크와의 홈경기서 프로 데뷔이후 데뷔전을 가졌으며, 중원에서 활약하며 대전의 2016시즌 리그 첫승에 기여했고, 2016년 K리그 챌린지 6라운드 베스트일레븐에 선정되었다.
5월 1일 고양 자이크로 FC와의 경기에서 활약하며 경기 MOM에 선정되었다.
5월 14일 경남 FC와의 홈경기서 프로데뷔 이후 데뷔골을 성공시켰다.
하지만 2017시즌을 앞두고 이영익 감독이 새로 부임하면서 주전 경쟁에서 밀리기 시작했고, 결국 시즌 중반 경주 한국수력원자력 축구단으로 임대 이적하였다.
2019시즌을 앞두고 K3리그 베이직에 새로 창단하는 울산 시민축구단으로 이적했다.
2022시즌 전국체전 결승전에서 승부차기 3번키커로 나서서 성공하여 팀의 우승을 기여했다.
2023시즌 큰 부상을 당하며 다음해인 2024시즌에 은퇴하게 되었다.

## 수상

### 클럽

#### 경주 한국수력원자력 축구단
- 내셔널리그
  - 우승 1회 : 2017
- 울산시민축구단
- 2022 전국체전 우승